# Бойко Анатолій Іванович (співак)
Анато́лій Іва́нович Бо́йко (2 червня 1945, Чугуїв Харківської області — 15 лютого 2021) — український оперний співак (бас). Народний артист УРСР (1985).

## Загальні відомості
Народився в Чугуєві Харківської області в родині військового льотчика.
1974 — закінчив Одеську консерваторію (клас О. М. Благовидової).
З 1972 — соліст Одеського театру опери та балету.
1971 — записав на платівку фірми «Мелодія» українську народну пісню «Ой нагнувся дуб високий» (обробка А. Кос-Анатольського).
Виступав на сценах Франції, Угорщини, Іспанії, Швейцарії, Португалії, Нідерландів, Німеччини, Сирії, Лівані, Іраку, Афганістану.
Дружина артиста — Тимофєєва-Бойко Світлана Дмитрівна, заслужена артистка України.

## Партії
- Алеко («Алеко» С. Рахманінова)
- Борис, Іван Хованський («Борис Годунов», «Хованщина» М. Мусоргського)
- Галицький, Кончак («Князь Ігор» О. Бородіна)
- Гремін, Рене («Євгеній Онєгін», «Іоланта» П. Чайковського)
- Король Рене («Йоланта» П. Чайковського)
- Кривоніс («Богдан Хмельницький» К. Данькевича)
- Петро І («Петро І» А. Петрова)
- Собакін («Царева наречена» М. Римського-Корсакова)
- Тарас («Сім'я Тараса» Д. Кабалевського)
- Ткаченко («Семен Котко» С. Прокоф'єва)

## Визнання
- 1967 — лауреат Республіканського конкурсу вокалістів
- 1973 — лауреат 6-го Всесоюзного конкурсу вокалістів ім. М. Глінки (Кишинів, 2-а премія)
- 1972 — лауреат 5-го Міжнародного конкурсу ім. П. Чайковського (Москва, 3-я премія)
- 1985 — Народний артист УРСР